# Битва при Везувії (73 до н. е.)
Битва при Везувії була першим конфліктом між рабами-втікачами та римськими силами під час Повстання рабів під проводом Спартака.
Коли ополчення, очолюване римським претором Гаєм Клавдієм Глабером, оточило людей Спартака, які переховувались на Везувії, раби-втікачі застосували незвичайну тактику, спустившись по крутому схилу Везувію, який не охороняли. Але, замість того, щоб просто втекти, ополчення Спартака обійшло римлян з обох боків і розгромило їхнє військо.

## Передумови

### Капуанське повстання
У Римській республіці I століття гладіаторські ігри були однією з найпопулярніших форм розваг. Щоб забезпечити гладіаторів для змагань, по всій  Італії було засновано кілька навчальних шкіл, які називалися «лудами». У цих школах військовополонених та засуджених злочинців, навчали навичкам, необхідним для битви до смерті в  гладіаторських іграх. У 73 році до Р.Х. група з близько 200 гладіаторів у капуанській школі, що належала Лентулу Батіату, задумала втечу. Коли їхню змову було викрито, вони: 
...подолали охорону та втекли, озброївшись палицями та кинджалами, які відбирали у людей на дорогах.
Звільнившись, гладіатори-втікачі обрали зі свого числа ватажка, гладіатора фракійського походження — Спартака. Хоча, існують певні сумніви щодо національності Спартака, оскільки фракійцями називали не лише людей цієї національності, а і тип гладіаторів у Римі, титул «фракієць» якого стосувався стилю гладіаторських боїв, якому його навчали. Також, у цьому повстанні було ще двоє лідерів, помічників Спартака у повстанні. Ці гладіатори були галльського походження і звали їх Крікс та Еномай.
Ці раби-втікачі змогли перемогти невеликі сили військ, послані за ними з Капуї, та озброїтися захопленим військовим спорядженням, а також гладіаторською зброєю. Плутарх ці події описує так: 
Спочатку гладіатори відбили напад солдатів, які виступили проти них з Капуї, і, заволодівши великою кількістю справжньої зброї, вони охоче взяли її в обмін на свою власну, відкинувши свою гладіаторську зброю як безчесну та варварську.
Ця група гладіаторів-втікачів пограбувала регіон навколо Капуї, завербувала багатьох інших рабів до своїх лав і зрештою відійшла на більш захищену позицію на Везувії. 

## Битва
Оскільки повстання та набіги відбувалися в Кампанії, яка була курортним регіоном для багатих і впливових римлян, а також місцем розташування багатьох маєтків, повстання швидко привернуло увагу римської влади. Спочатку вони розглядали повстання як скоріше велику хвилю злочинності, ніж як збройне повстання.

Однак пізніше того ж року Рим направив військові сили під керівництвом преторів, щоб придушити повстання. Так ці військові сили описує Аппіан:
Спочатку проти нього [Спартака] було послано Варінія Глабера, а потім Публія Валерія не з регулярними арміями, а з силами, зібраними поспіхом і навмання, бо римляни ще не вважали це війною, а набігом, чимось на кшталт розбійницького нападу.
Римський претор, Гай Клавдій Глабр, зібрав сили з 3000 чоловіків. Війська Грабра оточили рабів на Везувії, блокуючи єдиний відомий шлях з гори. Таким чином, претор розраховував, що голод змусить рабів здатися і вичікував коли вони вийдуть зі своєї захищеної позиції. 
Однак, військо Спартака проявило винахідливість у використанні доступних місцевих матеріалів та застосувало розумну та нетипову тактику, протистоячи дисциплінованій римській армії.  Люди Спартака зробили мотузки та драбини з виноградної лози, що росла на схилах Везувію та використали їх для спуску з крутих скель гори, з іншої сторони від того місця, де стояли римські війська. Вони обійшли підніжжя Везувію, оточили армію Грабра з обох флангів і приголомшили їх раптовістю нападу. Як наслідок, римське військо було розбите, а деякі когорти, побачивши ополчення Спартака, навіть втекли з місця бою. 

## Наслідки
Цей військовий успіх, досягнутий завдяки військовому досвіду Спартака та його тактичній кмітливості, привабив до його лав величезну кількість рабів-втікачів, пастухів та бідних фермерів з околиць Везувію, яких вони використовували як розвідників та легку піхоту. Таким чином, ряди Спартака збільшилися до 70 000 повстанців. 
Після подій при Везувії, зиму 73–72 років до Р.Х повсталі раби провели, навчаючи, озброюючи та споряджаючи своїх нових рекрутів, а також розширюючи територію своїх набігів, включивши  в цей список міста Нола, Нуцерія, Фурії та Метапонт.